# 劉繪 (明朝)
劉繪（1505年—1573年），字子素、又字少質、號嵩陽，河南承宣布政使司汝寧府光州（今河南省光山縣）人，明朝政治人物，嘉靖辛卯解元，嘉靖乙未进士。官至四川重慶府知府。

## 生平
劉繪长身修髯，器宇軒昂。愛好擊劍，能力挽六石之弓。嘉靖十年（1531年）辛卯科河南鄉試第一，嘉靖十四年（1535年）登乙未科進士，授行人。嘉靖十九年（1358年）擔任戶科給事中。嘉靖二十一年（1560年）進言退蒙古策。嘉靖二十二年（1561年）升任刑科右給事中。后出任重慶府知府，平定當地土官對抗，因一貫與夏言作對，被劾罷官，家居二十年卒。有著述《嵩陽先生集》等。

## 家族
曾祖劉忠，贈太僕寺寺丞；祖父劉進，曾任太僕寺少卿；父劉廷珮。前母陳氏；母鍾氏。慈侍下。兄劉經。